# الاتصال الأخير (فلم)
الاتصال الأخير أو أيام المجد (بالإنجليزية: Glory Daze) هو فيلم كوميدي مستقل تم إصداره في عام 1995. الفيلم من كتابة وإخراج ريتش ويلكس ومن بطولة بن أفليك، وسام روكويل، وميغان وارد، وفرينش ستيوارت، مع أدوار مساعدة بواسطة جون رايز-ديفيس وأليسا ميلانو وأدوار ثانوية بواسطة ماثيو ماكونهي، وميريديث سالينجر، ومات ديمون، وبرندان فريزر، وليا ريميني.

## وصلات خارجية
- مقالات تستعمل روابط فنية بلا صلة مع ويكي بيانات